# آل یوخیم
آل یوخیم (انگلیسی: Al Jochim; ۱۲ ژوئن ۱۹۰۲ – ۱ مارس ۱۹۸۰) ژیمناست هنری اهل ایالات متحده آمریکا بود.